# Marvin Nartey
Marvin Nartey (* 4. Juni 1984 in Berlin) ist ein ehemaliger deutscher Handballspieler. Nartey wurde meist im linken Rückraum eingesetzt.
Marvin Nartey lief für den Berliner Oberligisten TSV Marienfelde auf, bevor er 2005 vom VfL Pfullingen-Stuttgart unter Vertrag genommen wurde. Dort debütierte er in der ersten Handball-Bundesliga, erhielt jedoch nur geringe Einsatzzeiten, so dass er im Februar 2006 an den nahe gelegenen Regionalligisten TSV Neuhausen/Filder ausgeliehen wurde. Zu einer Rückkehr zum VfL Pfullingen kam es nicht, da dieser im Sommer 2006 Insolvenz anmelden musste. Daraufhin ging Nartey 2006 zum HC Empor Rostock, der gerade in die 2. Handball-Bundesliga aufgestiegen war. Dort avancierte Nartey zum Leistungsträger. Nachdem jedoch sein Verein 2008 aufgrund finanzieller Probleme fast zwangsabgestiegen wäre, zog Nartey weiter zur Eintracht Hildesheim. Zur Saison 2010/11 wechselte er zu Viborg HK in die erste dänische Liga. Von 2012 bis 2016 lief der Rückraumspieler wieder im Trikot der Eintracht auf.
Im Anschluss wurde Nartey Fitnesstrainer und arbeitet seit 2019 als Quereinsteiger gemeinsam mit seiner Ehefrau an einer Grundschule in Schwedt/Oder.